# Horace Bolingbroke Woodward
Horace Bolingbroke Woodward  (* 20. August 1848 in London; † 6. Februar 1914 in London-Croydon) war ein britischer Geologe und Paläontologe.

## Leben und Wirken
Woodward war der Sohn von Samuel Pickworth Woodward (1821–1865) und Neffe von Henry Woodward. 1863 wurde er Assistent des Sekretärs H. J. Jenkins der Geological Society of London und war ab 1867 beim Geological Survey von Großbritannien (auf Einladung von Roderick Murchison). Später leitete er ab 1893 die Stelle des Geological Survey in London unter Archibald Geikie und wurde stellvertretender Direktor des Survey for England and Wales. In dieser Zeit war er vor allem mit Verwaltungsaufgaben beschäftigt. 1908 ging er in den Ruhestand.
Beim Geological Survey kartierte er in verschiedenen Gebieten Englands, zum Beispiel in Devon, Somerset und Dorset, in der Gegend von London sowie in der Gegend von Norfolk, das schon Gegenstand der geologischen Untersuchungen seines Großvaters Samuel Woodward war. Er war in Norwich auch Präsident der lokalen geologischen Gesellschaft und der Naturalist´s Society. Ein weiterer Schwerpunkt war die Beteiligung an der Kartierung und Bearbeitung des Jura in Großbritannien, wobei er unter anderem in Schottland kartierte (Skye, Raasay, wo er Eisenerzlager entdeckte).
Er schrieb mehrere Bücher zum Beispiel über die Geologie Großbritanniens (einschließlich eines Atlas), Hydrogeologie und Geschichte der Geologie.

## Ehrungen
Am 6. Juni 1896 wurde Woodward als Mitglied („Fellow“) in die Royal Society gewählt. 1893/94 war er Präsident der Geologist’s Association und 1904 bis 1906 Vizepräsident der Geological Society of London. 1909 erhielt Woodward die Wollaston-Medaille.

## Schriften (Auswahl)
- Geology of Norwich, Fakenham, Wells and Holt
- The geology of water supply, London 1910, Online
- The geology of England and Wales: a concise account of the lithological characters, leading fossils, and economic products of the rocks; with notes on the physical features of the country, Longmans, Green and Co., Online
- Herausgeber von Andrew C. Ramsay: The physical geology and geography of Great Britain: a manual of British geology, 6. Auflage, London 1894
- Mitarbeit an The Jurassic rocks of Britain, Geological Survey, H. M. Stationery Office, 5 Bände 1892–1895 (er war an drei Bänden beteiligt)
- History of Geology, London, New York (Putnam´s) 1911, Reprint New York 1978Online
- The geology of soils and substrata: with special reference to agriculture, estates, and sanitation, London 1912, Online
- Soils and subsoils from a sanitary point of view; with especial reference to London and its neighbourhood, London, H. M. Stationery Office, 2. Auflage 1906
- Geology of East Somerset and the Bristol coal-fields, London, H. M. Stationery Office 1876
- Stanford´s geological atlas of Great Britain and Ireland, 2. Auflage, London, E. Stanford 1907, 4. Auflage 1925
- The history of the geological society of London, London, Geological Society 1907, Reprint, New York 1978 Online